# 南あわじ市立辰美中学校
南あわじ市立辰美中学校（みなみあわじしりつ たつみちゅうがっこう）は、兵庫県南あわじ市に所在した公立中学校。略称は辰中（たっちゅう）。南あわじ市立御原中学校とともに南あわじ市立西淡中学校に統廃合され、2013年3月をもって閉校した。

## 校訓
山の如く
山のような大きな心で
海の如く
海のような広い心で

## 学区
- 南あわじ市立辰美小学校

## 部活動
- サッカー部
- 女子ソフトテニス部
- 女子バレーボール部

## 学校名の由来
辰美山の上に所在することから。